# Zosterops finschii
Zosterops finschii — вид воробьиных птиц из семейства белоглазковых (Zosteropidae). Назван в честь Отто Финша. Подвидов не выделяют.

## Распространение
Эндемики Палау (Каролинские острова, Микронезия, Океания). Обитают в субтропических или тропических влажных равнинных лесах.

## Описание
Длина тела около 10 см. Верхняя сторона тела коричневатая (имеет оттенок, известный как сепия). Голова птицы более чёрная, крылья и хвост в большей степени коричневые, круп и надхвостье немного светлее.

## Охранный статус
МСОП присвоил данному виду охранный статус LC.